# Salamínia

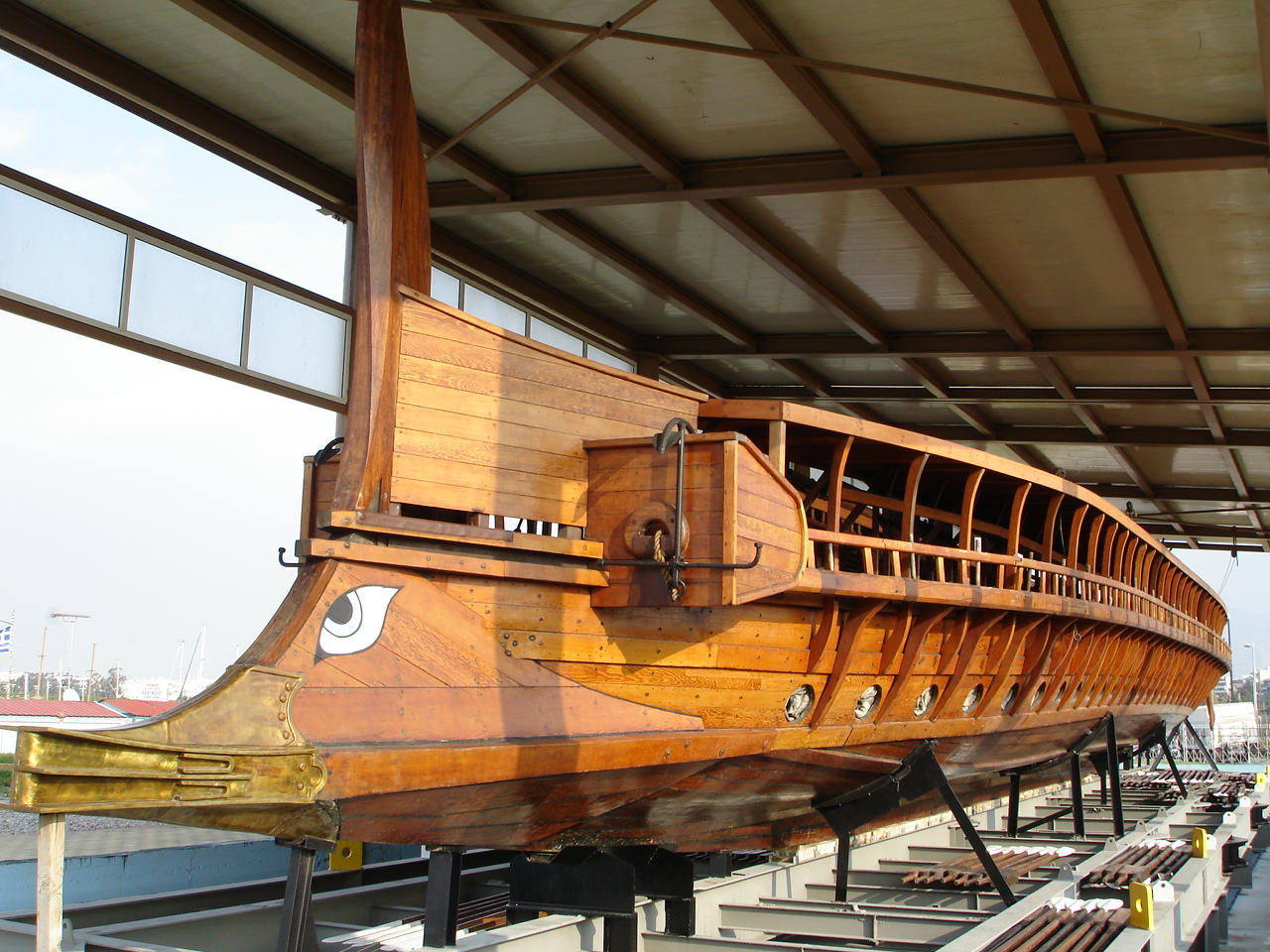
Una reconstrucció moderna d'un trirrem: Olympias, de la Marina grega.

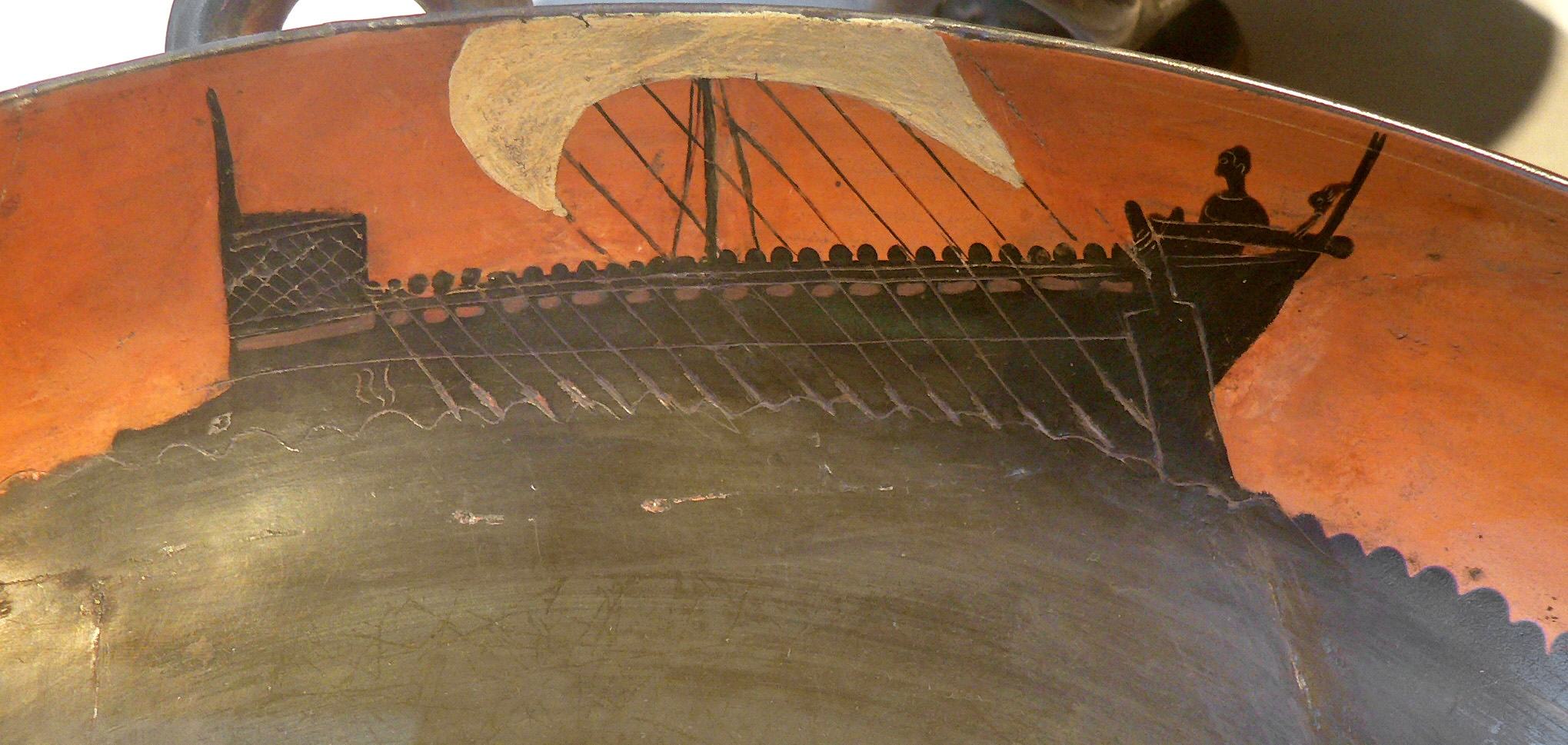
Pentecóntera pintada en un cílix a la BNF. Una triere tenia un aspecte semblant, amb molts més rems.

Juntament amb la Pàralos, la Salamínia fou una de les trirrems sagrades (en grec τριήρης trieres, plural τριήρεις triereis) de la ciutat d'Atenes en època clàssica de Pèricles i altres. Hi ha una tercera trirrem, la Delia, que alguns han identificat com a coincident amb alguna de les anteriors. Sembla confirmat que es tractava d'un tercer vaixell. La seva tripulació estava formada per ciutadans voluntaris i escollits que cobraven un sou permanent a càrrec de la ciutat.
El seu servei més important, en cas de guerra, era el militar. A més de les funcions bèl·liques servien per a transportar ambaixadors i persones importants. I com a portadores de notícies urgents. La Salamínia era la que portava a Atenes els ciutadans que havien de ser jutjats. En la seva absència no hi podia haver execucions. En el cas de Sòcrates la seva mort fou ajornada un mes, fins que va tornar la nau esmentada. El darrer viatge documentat de la Salamínia fou amb Ifícrates anant cap a Corfú (373 aC).
Mantenir dues naus i dues tripulacions permanents implicava uns costos importants. Per a supervisar les despeses hi havia un tresorer per a cada vaixell que era escollit a mà alçada en l'Assemblea. Els remers cobraven 4 òbols diaris, encara que no treballessin. Una paga important per a l'època. Considerant únicament un nombre de remers de 170 per a cada nau i afegint altres càrrecs necessaris, així com les despeses de manteniment, és fàcil d'estimar la importància del cost anual i la necessitat dels tresorers administradors.

## Altres vaixells sagrats
A més de les citades més amunt (Pàralos, Salamínia, Delia) s'han conservat els noms d'altres trirrems estatals: 
- Ammonias, esmentada per Aristòtil i Demóstenes. Emprada per Filip de Macedònia per a desembarcar a Marató.
- Periplous (o Peripolus), usada per Alexandre el Gran (vegeu Flavi Arrià).